# Melanargia persa
Melanargia persa är en fjärilsart som beskrevs av Grum-grshimailo 1890. Melanargia persa ingår i släktet Melanargia och familjen praktfjärilar. Inga underarter finns listade i Catalogue of Life.